# André Boyer (résistant)
Pour les articles homonymes, voir André Boyer et Boyer.
André Jacques Gaspard Boyer, né le 15 octobre 1908 à Marseille et mort en déportation le 4 avril 1945 à la prison de Nordhausen (Allemagne) est un militant socialiste et résistant français, Compagnon de la Libération. Il fut le chef du réseau Brutus, réseau de renseignement qu'il avait constitué et qu'il dirigea jusqu'à son arrestation en décembre 1943.

## Biographie

### Avant la guerre
Il est né dans une famille marseillaise, fils d'un médecin. Il suit ses études secondaires à l'École de Provence, collège jésuite de la ville. André Boyer obtient une licence en Droit et une licence de Lettres et devient avocat, à l'âge de vingt-et-un ans.
Inscrit au Barreau de Marseille, il y ouvre en 1931 son premier cabinet comme l'un de ses confrères, Gaston Defferre, devenu son ami depuis le stage du barreau qu'ils ont fait ensemble. Comme lui, il est militant socialiste.
Il épouse Suzanne Garsin le 14 décembre 1938, avec qui il a deux enfants : Bernard, né en 1939, puis Catherine, née en 1944.

### Seconde Guerre mondiale
En 1939, il s'engage pour la durée de la guerre. En juin 1940, aspirant à l'École de cavalerie de Saumur, il est cité à l'ordre du régiment pour la défense du pont de Gennes sur la Loire avec les Cadets de Saumur. Son courage lui vaut la Croix de guerre.
André Boyer rejoint en janvier 1941 un réseau de Résistance à Marseille. Il est également membre du Comité d'action socialiste. Son pseudonyme de résistant, Brutus, donne son nom au réseau Brutus. Il participe également au réseau Vény, qui fait partie de l'Armée secrète, ainsi qu'à France au combat. En 1943, il est au comité directeur des Mouvements unis de la Résistance. Arrêté par la Gestapo en décembre 1943, il est déporté à Buchenwald.
Dans la nuit du 3 au avril 1945, les bombardements stratégiques alliés détruisent une grande partie de la ville allemande de Nordhausen. André Boyer, qui se trouve alors dans la prison de Nordhausen, profite du chaos ambiant pour tenter de s'évader en compagnie de Jacques Poupault et Jacques Brunschwig-Bordier. Cependant, à peine sorti de l'enceinte de la prison, il est tué par l'éclatement d'une bombe. En l'absence de corps, son décès, à l'âge de trente-six ans, n'est officiellement reconnu qu'en mars 1946.

## Décorations
- Chevalier de la Légion d'honneur
- Compagnon de la Libération à titre posthume par décret du 20 janvier 1946
- Croix de guerre 1939–1945 avec deux palmes
- Médaille de la Résistance française avec rosette par décret du 14 juin 1946[5]
- Ordre de l'Empire britannique à titre militaire en 1946 (Royaume-Uni)